# Antonio Andrea Galli

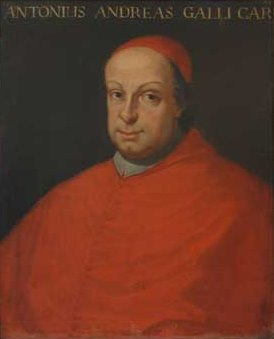
Kardinal Antonio Andrea Galli

Antonio Andrea Galli CRL (* 30. November 1697 in Bologna; † 24. März 1767 in Rom) war ein italienischer Geistlicher und Kardinal der Römischen Kirche.

## Leben
Er war ein Sohn des Adeligen Sebastiano Galli und dessen Ehefrau Teresa Maria Mazzoni. Seine erste Bildung erfuhr in seinem Elternhaus. Da er für eine geistliche Laufbahn bestimmt war, besuchte er die Jesuitenschule in Bologna. Am 17. Dezember 1711 wurde er in die augustinisch orientierte Kongregation der Regularkanoniker des Heiligsten Erlösers von Bologna aufgenommen. Später wechselte er zu den Laterankanonikern. Nachdem er seine Studien der Rhetorik, Philosophie und Theologie beendet hatte, legte er am 11. Dezember 1713 die feierlichen Gelübde ab. Er wurde daraufhin nach Rom an San Pietro in Vincoli entsandt, um seine theologischen Studien zu vertiefen.
Die Priesterweihe empfing Antonio Andrea Galli 1726. Er kehrte nach Bologna zurück, um seine Studien dort fortzusetzen und erlangte an der Universität Bologna den akademischen Grad eines Doctor theologiae. Danach ging er wiederum nach Rom, um an San Pietro in Vincoli zu unterrichten, und wurde 1730 zum lettore perpetuo (Ständiger Lektor) für Philosophie und Theologie ernannt. Dieses Amt ermöglichte es ihm, in Rom zu leben und an den Kontroversen zwischen Jansenismus und den Jesuiten teilzunehmen. Seine Ausbildung und der Briefwechsel mit Eusebius Amort, ebenfalls einem Augustiner-Chorherren, brachten ihn zwischen 1733 und 1735 dazu, dass er sich allmählich der anti-jesuitischen Fraktion zuneigte, ohne jedoch irgendwelche als jansenistisch angesehenen Thesen zu vertreten, sondern vielmehr im Bestreben nach größerer Spiritualität und Freiheit in der theologischen Wissenschaft.
Im Jahr 1736 lehnte Antonio Andrea Galli die Wahl zum Abt des Klosters Sant’Angelo in Neapel ab und brachte vor, die Nominierung sei rechtlich nicht zulässig gewesen; dahinter stand jedoch wohl seine Abneigung dagegen, Rom zu verlassen. Im Verlauf desselben Jahres nahm er die Wahl zum Abt des Klosters Santa Cecilia di Corbara in Bologna an. Er war Mitglied der Accademia liturgica und 1741–1747 Mitglied der Kongregation für die Reform des Breviers. Papst Benedikt XIV. war mit den Arbeitsergebnissen der Kongregation unzufrieden und beschloss, diese zu prüfen und zu kommentieren. Der Papst starb jedoch darüber, und die Überarbeitung des Breviers wurde fallengelassen. Antonio Andrea Galli wurde am 14. Mai 1744 zum Qualifikator des Heiligen Offiziums ernannt, am 13. Februar 1746 wurde er Examinator der Bischöfe. Seine Ordensgemeinschaft wählte ihn im Mai 1751 zu ihrem Generalabt.
Papst Benedikt XIV. erhob ihn im Konsistorium vom 26. November 1753 zum Kardinalpriester. Den Kardinalshut erhielt Antonio Andrea Galli am 29. November desselben Jahres, und am 10. Dezember 1753 wurde ihm Sant’Alessio als Titelkirche übertragen. Am selben Tag wurde er den Kongregationen für das Heilige Offizium, der Indexkongregation, der Ritenkongregation und der Kongregation für die Examinierung der Bischöfe zugewiesen. Am 24. Juli 1754 wurde er Mitglied der Kongregation für Ablässe und die heiligen Reliquien und am 2. August desselben Jahres der Propaganda Fide. Vom 21. Juni 1755 bis zu seinem Tod war Antonio Andrea Galli Kardinalgroßpönitentiar. Noch in demselben Jahr war er Mitglied einer besonderen Kardinalskongregation, die sich mit der Umsetzung des päpstlichen Bulle Unigenitus Dei filius von 1713 in Frankreich und den als jansenistisch betrachteten „Appellanten“ befasste. Die mit dem Jansenismus aufgekommenen Schwierigkeiten bildeten einen Schwerpunkt in der weiteren Tätigkeit von Kardinal Galli.
1756 wurde er Kardinalprotektor der Theatiner. Von Februar 1757 bis zu seinem Tod war Antonio Andrea Galli Präfekt der Indexkongregation. Am 23. Mai 1757 optierte er zur Titelkirche San Pietro in Vincoli. Als Großpönitentiar war er am 3. Mai 1758 Sterbebegleiter von Benedikt XIV. Antonio Andrea Galli nahm am Konklave 1758 teil, aus dem Clemens XIII. als Papst hervorging. Im Jahr 1761 wurde ihm der Seligsprechungsprozess des anti-jesuitischen Bischofs von Puebla in Mexiko, Juan de Palafox y Mendoza übertragen, den der spanische König Karl III. 1760 angeordnet hatte. Kardinal Galli förderte den schwierigen und etwas zweifelhaften Fall, und nach seinem Tod übernahm 1777 Kardinal Lorenzo Ganganelli, der spätere Papst Clemens XIV. die Sache. Dieser war es auch, der die Gesellschaft Jesu aufhob. Der Antrag auf Seligsprechung wurde schließlich von Papst Pius VI. endgültig abgewiesen.
Antonio Andrea Galli war vom 24. Januar 1763 bis zum 20. Februar 1764 Kämmerer des Heiligen Kardinalskollegiums. Im Jahr 1766 wurde er der Kongregation für die Überarbeitung der Bücher der orientalischen Kirchen zugeordnet. Er gehörte einer als „pro-jansenistisch“ betrachteten Gruppe von Kardinälen um Domenico Silvio Passionei an, die auch Fortunato Tamburini und Andrea Corsini umfasste.
Antonio Andrea Galli starb in seinem Palast an den Quattro Fontane. Beigesetzt wurde er in der Kirche San Pietro in Vincoli.